# Världscupen i nordisk kombination 2015/2016
Världscupen i nordisk kombination 2015/16 skulle börjat 28 november 2015 i Ruka. Tävlingen kunde inte genomföras så därför startade världscupen på Lillehammer den 5 december. Hela säsongen sammanlagt vann Eric Frenzel från Tyskland ännu en gång, Det var fjärde året i rad han vann sammanlagt. Tyskland vann också lagtävlingen sammanlagt.

## Sammanlagt
| Nr  | Namn                  | Poäng |
| --- | --------------------- | ----- |
| 1.  | Eric Frenzel (GER)    | 1389  |
| 2.  | Akito Watabe (JPN)    | 1070  |
| 3.  | Fabian Rießle (GER)   | 1064  |
| 4.  | Jørgen Graabak (NOR)  | 908   |
| 5.  | Johannes Rydzek (GER) | 685   |
| 6.  | Magnus Krog (NOR)     | 666   |
| 7.  | Bernhard Gruber (AUT) | 618   |
| 8.  | Jan Schmid (NOR)      | 595   |
| 9.  | Lukas Klapfer (AUT)   | 577   |
| 10. | Ilkka Herola (FIN)    | 473   |

| Nr  | Nation        | Poäng |
| --- | ------------- | ----- |
| 1.  | GER Tyskland  | 4662  |
| 2.  | NOR Norge     | 4317  |
| 3.  | AUT Österrike | 3019  |
| 4.  | JPN Japan     | 1858  |
| 5.  | FRA Frankrike | 1100  |
| 6.  | FIN Finland   | 606   |
| 7.  | ITA Italien   | 558   |
| 8.  | USA           | 440   |
| 9.  | CZE Tjeckien  | 289   |
| 10. | SUI Schweiz   | 158   |